# Żarok (stacja kolejowa)
Żarok (ros. Жарок) – stacja kolejowa w miejscowości Żarok, w rejonie kiriskim, w obwodzie leningradzkim, w Rosji. Położona jest na linii Mga – Budogoszcz.